# 拉尔莫尔达
拉尔莫尔达，是西班牙阿拉贡自治区萨拉戈萨省的一个市镇。 总面积131平方公里，总人口673人（2001年），人口密度5人/平方公里。